# BURN/バーン
『BURN/バーン』（Burn）は2019年のアメリカ合衆国のスリラー映画。マイク・ガンの長編映画監督デビュー作で、出演はティルダ・コバン＝ハーヴィーとジョシュ・ハッチャーソンなど。夜のガソリンスタンドに強盗に押し入った青年が出会った、危険な女性店員の暴走を描いたオフビートなクライム・コメディ映画。
日本国内で劇場公開されなかったが、2020年12月2日にDVDが発売された。

## ストーリー
金欠状態のビリーはガソリンスタンドに強盗に入ったが、店員のメリンダに撃退されてしまった。椅子に縛り付けられたビリーは警察に突き出されるものと思ったが、彼を待ち受けていたのは想像を絶する恐怖であった。

## キャスト
- メリンダ: ティルダ・コバン＝ハーヴィー（英語版） - ガソリンスタンドの真面目な女性店員。地味でおとなしい。
- ビリー: ジョシュ・ハッチャーソン - 強盗。
- シーラ: スキ・ウォーターハウス - メリンダの同僚。派手で勝ち気。
- リウ: ハリー・シャム・ジュニア - メリンダが片想いしている真面目な巡査。
- ペリー: シャイロ・フェルナンデス - シーラの恋人。
- ダリル: キース・レナード
- コーリー: アンゲル・ヴァレ
- ブルース: ジョン・ヒックマン
- フレッド: ウェイン・パイル - シーラにつきまとっている中年男性客。
- ドリス: ウィンター＝リー・ホランド
- フィリップ: ロブ・フィゲロア
- ハワード: ダグ・モーテル
- ドミニク: ジェームズ・デヴォッティ
- マーカス: ジョー・ジェームズ
- 警察官: マリーナ・モイエ（英語版）

## 製作
2018年2月14日、ジョシュ・ハッチャーソンとスキ・ウォーターハウスが映画『Plume』に出演することになったと報じられた。3月14日、シャイロ・フェルナンデスとハリー・シャム・ジュニアの起用が発表された。同月、主要撮影がニューヨーク州のハドソンバレーで始まった。2019年1月9日、キーリー・トージュセンが本作で使用される楽曲を手がけるとの報道があった。

## 公開・マーケティング
2018年5月10日、本作の劇中写真が初めて公開された。その際、本作のタイトルが『Plume』から『Burn』へと変更された。2019年6月26日、本作のオフィシャル・トレイラーが公開された。

## 評価
本作に対する批評家の評価は平凡なものに留まっている。映画批評集積サイトのRotten Tomatoesには13件のレビューがあり、批評家支持率は54%、平均点は10点満点で6.6点となっている。また、Metacriticには4件のレビューがあり、加重平均値は50/100となっている。